# Godi Hirschi
Godi Hirschi (* 7. Mai 1932 in Inwil; † 26. Mai 2017 in Root LU; heimatberechtigt in Schangnau) war ein Schweizer Maler, Grafiker und Lehrer aus dem Kanton Luzern.

## Leben
Godi Hirschi war der Sohn des Gottlieb Hirschi und der Marie-Louise Sigrist-Hirschi. Von 1945 bis 1952 besuchte er das Gymnasium in Immensee, dem folgte in den Jahren 1952 bis 1957 ein Philosophie- und Theologiestudium im Missionsseminar Schöneck bei Emmetten. Nach der Ausbildung 1957/1958 an der Kunstgewerbeschule Luzern besuchte er 1958/1959 Akademien in Paris und 1960 in Rom. Ab 1961 war er 35 Jahre Lehrer an der Kunstgewerbeschule Luzern.
Während von 1956 bis 1965 Sr. M. Paula Galliker von der Paramentenwerkstatt des Klosters Fahr die Werkstatt weiterentwickelte und den eigentlichen «Fahrer Stil» begründete, brachte 1960 die Zusammenarbeit mit Godi Hirschi neue Impulse, die zu grosszügigen geometrischen Formen führten. Ein grüner Ornat in Seide, das erste Werk dieser neuen Entwicklung, befindet sich im Kloster Einsiedeln.
Neben seiner Lehrtätigkeit widmete sich Hirschi der Malerei und freier künstlerischer Arbeit. Vor allem arbeitete er häufig mit Architekten und Plastikern wie Kurt Sigrist bei der Gestaltung von Sakralräumen zusammen. Seine Malerei und Grafik war anfangs von angedeuteter Zeichenhaftigkeit und wandelte sich später zu zurückhaltenden Farbfeldern. Die über ganze Wandflächen ausgreifenden Farbelemente und -flächen bieten den Betrachtenden meditative Stimmungen ohne eine direkte Anspielung auf ein bestimmtes Thema.
In der Kirche von Moosach wurde im Chor hinter dem Altar ein hohes drehbares Dreieckobjekt aufgestellt, das mit seinen Flächen in annähernd liturgischen Farben Goldgelb, Blauviolett und Lindengrün entsprechend dem Kirchenjahr zeigt. Ein ähnliches Objekt befindet sich in der Herz-Jesu-Kirche in Lenzburg. Zwei dreiseitige Elemente sind mit Stoffbahnen in den Farben Rotviolett, Gelb und Grün bespannt und können ebenfalls nach Bedarf gedreht werden.
Zu den Gesamtkonzeptarbeiten entstanden auch Glasmalereifenster wie in Danis-Tavanasa. Späte Werken entstanden unter Mithilfe seines Sohnes Lukas, der ebenfalls Künstler ist. Nach langer Krankheit verstarb Godi Hirschi im Alter von 85 Jahren.

## Ausstellungen (Auswahl)
- 1977: Kunstmuseum Luzern, von Jean-Christophe Ammann kuriert
- 1992: Gemeindegalerie Benzeholz Meggen
- 1992: Galerie Agathe Nisple St. Gallen
- 1992: Galerie im Trudelhaus, Baden
- 1992: Kornschütte Rathaus, Luzern

## Auszeichnungen
- 1988: Stipendium der Kulturstiftung Landis+Gyr, Arbeitsaufenthalt in London
- 1992: Kunst- und Kulturpreis der Stadt Luzern

## Werke

### Kunst im sakralen Umfeld
- 1988–1989: Ilanz, Kreisspital, Kapelle und Aufbahrungsräume
- 1988–1991: Köniz, katholisches Kirchenzentrum St. Josef
- 1991: Entlebuch, Kapelle Alterszentrum Bodenmatt[3]
- 1994: Kriens, katholische Kirche, Werktagskapelle
- 1991: Lenzburg, katholische Herz-Jesu-Kirche[4]
- 1994–1995: Alpnach-Dorf, Pfarreizentrum
- 1994–1995: Widen, Alterszentrum Burkertsmatt, ökumenischer Andachtsraum
- 1996: Danis-Tavanasa, katholische Kirche[5]
- 1996: Fislisbach, reformierte Kirche, Innenraumgestaltung[6]
- Rapperswil, reformierte Kirche
- 1995–1999: Glarus, reformierte Stadtkirche
- 1999: München-Moosach, Pfarrkirche St. Martin[7]
- 1995–2000: Wemding-Eichstätt, Kloster, Fenster[8]
- Meggen LU, katholische Pius-Kirche (Paneelen, Textil)

### Profane Werke
- 1992: Luzern, SUVA-Verwaltungsgebäude
- 1996: Ebikon, Luzerner Kantonalbank